# Caroline Legrand
Pour les articles homonymes, voir Legrand.
Caroline Legrand (ou Karoline Legrand) est une chanteuse française née le 18 mars 1968, essentiellement connue pour son tube J'aurais voulu te dire, titre qui a été composé par François Feldman et écrit par Jean-Marie Moreau. Extrait de l'album À fleur de peau, le single a atteint la 6e place du Top 50 au printemps 1989, et s'est écoulé à plus de 200 000 exemplaires en France. 
En 1995, elle sort un album réalisé par Didier Barbelivien, Être ensemble, sous le nom légèrement modifié de Karoline Legrand. Auteure/compositrice, elle est également comédienne et danseuse, participe à la création de décors pour la télévision, le cinéma, la mode et le théâtre, mais aussi artiste peintre, et militante défenseuse des animaux.
Elle se produit avec son groupe Karoline Legrand Blues Project à travers l'Europe.
En 2004, elle revient sous le nom de Zaya avec le single Initiation of Love . 

## Discographie
- 1984 : Cool Raoul, Relax Max (single) (sous le nom Caroline)
- 1988 : J'aurais voulu te dire, classée 6e au Top 50 en 1989.
- 1989 : Liban, chanson collective
- 1990 : Il fait planer ta vie (single)
- 1992 : À fleur de peau (album)
- 1992 : Comme un train qui roule (single)
- 1992 : Tant de solitude (single)
- 1995 : Être ensemble (album) (sous le nom Karoline Legrand)
- 1995 : My Love (single) (sous le nom Karoline Legrand)
- 1995 : Les Docks Of The Bay (single) (sous le nom Karoline Legrand)
- 2004 : Initiation Of Love (single) (sous le nom Zaya)
- album à venir : Back on the Road (Album KL Blues Project)

## Clips vidéo
- 1988 : J'aurais voulu te dire
- 1990 : Il fait planer ta vie
- 1992 : Comme un train qui roule
- 1995 : My Love
- 1995 : Les Docks Of The Bay